# Poecilasthena tuhuata
Poecilasthena tuhuata är en fjärilsart som beskrevs av Felder 1875. Poecilasthena tuhuata ingår i släktet Poecilasthena och familjen mätare. Inga underarter finns listade i Catalogue of Life.